# Museum Katharinenhof

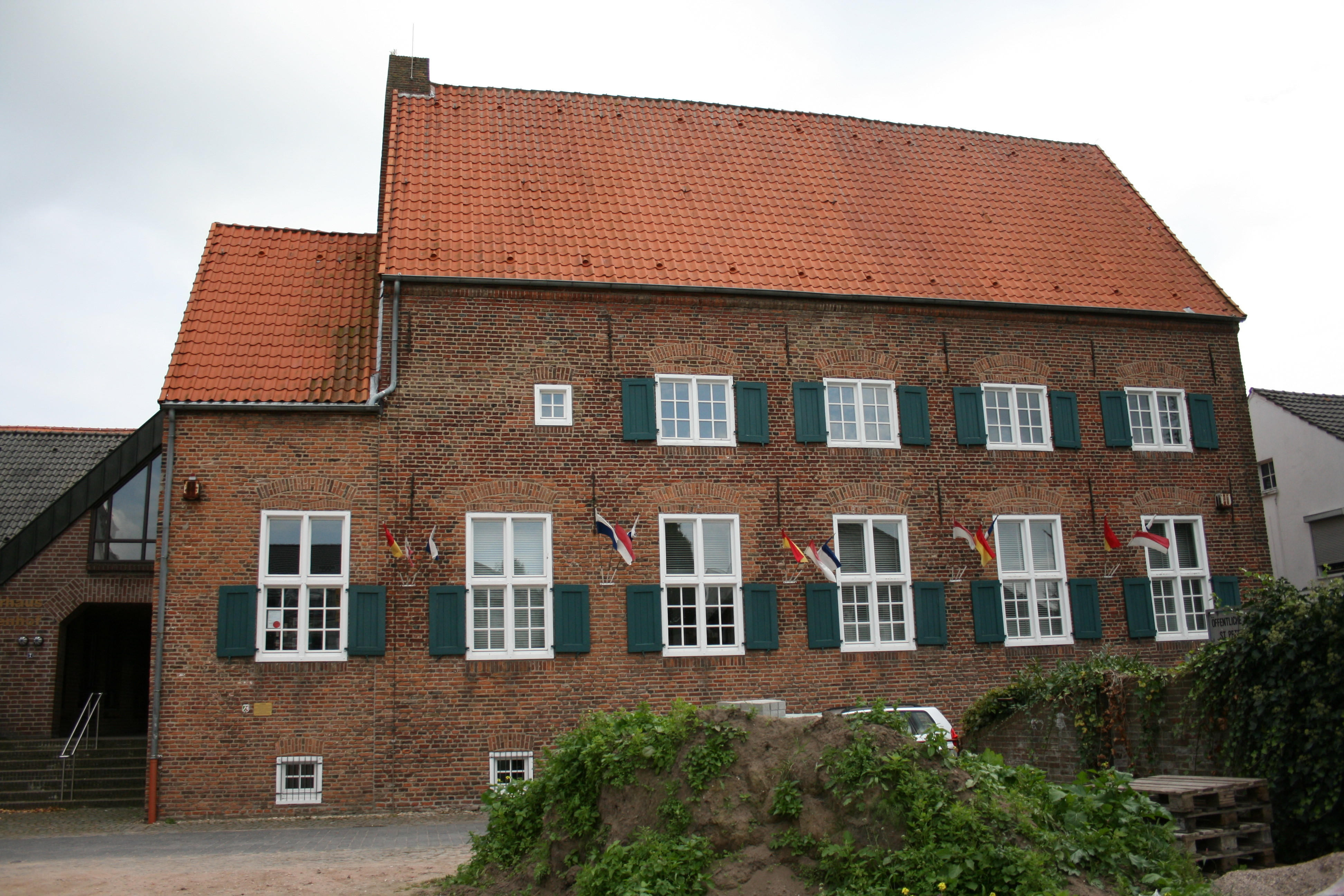
Museum Katharinenhof, straatzijde

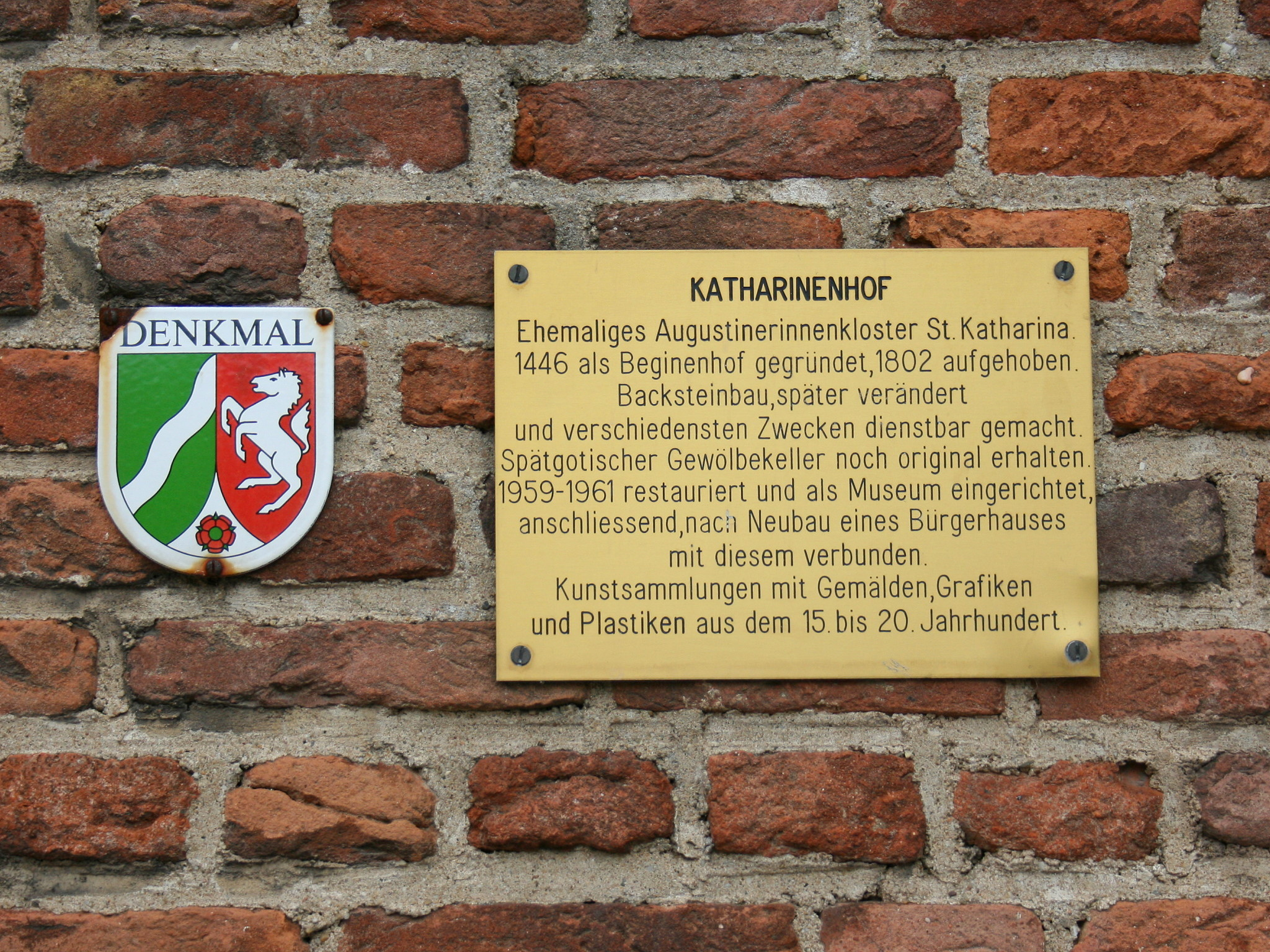
Kentekening als monument en beschrijving van het gebouw op de buitenmuur

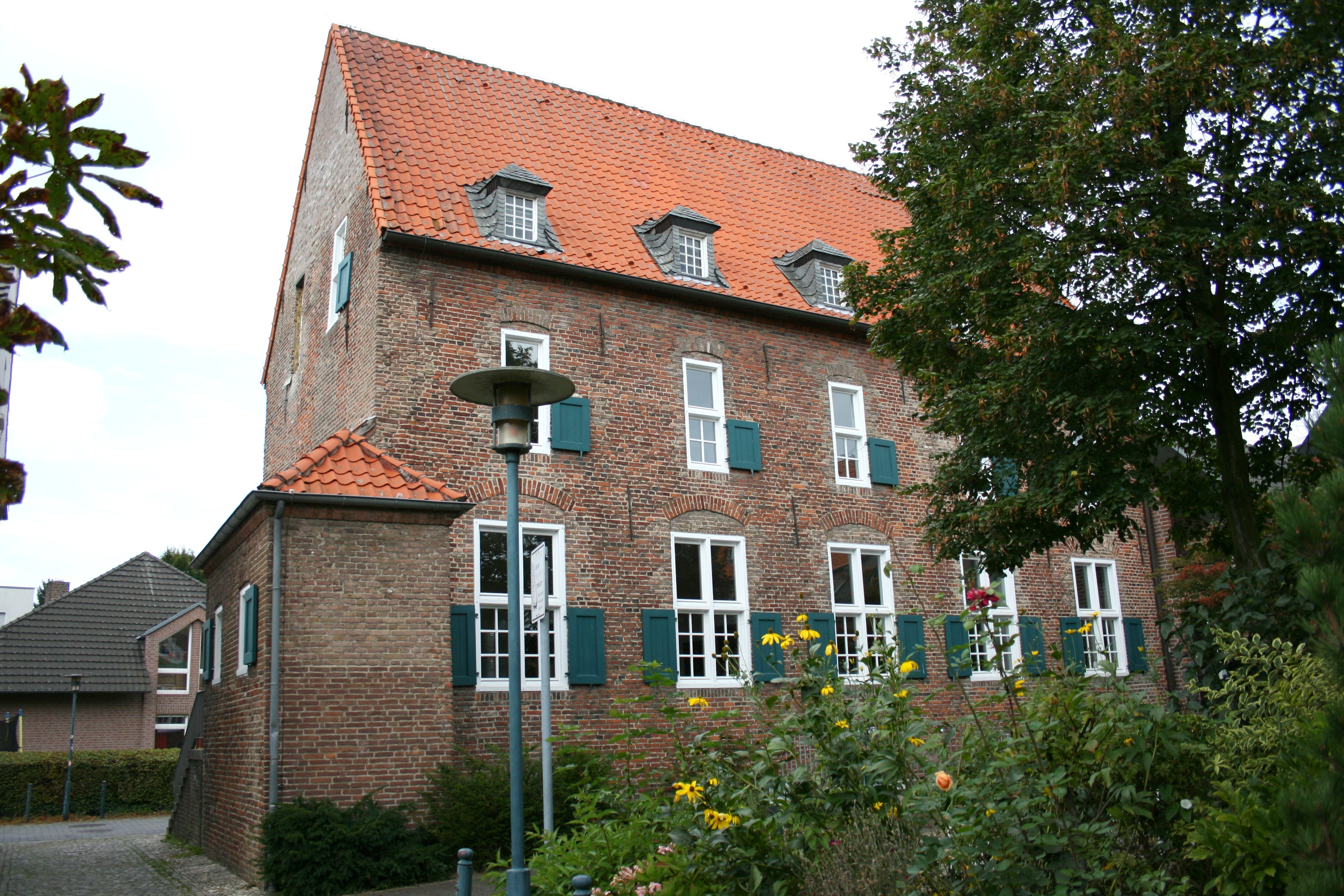
Museum Katharinenhof, achterzijde

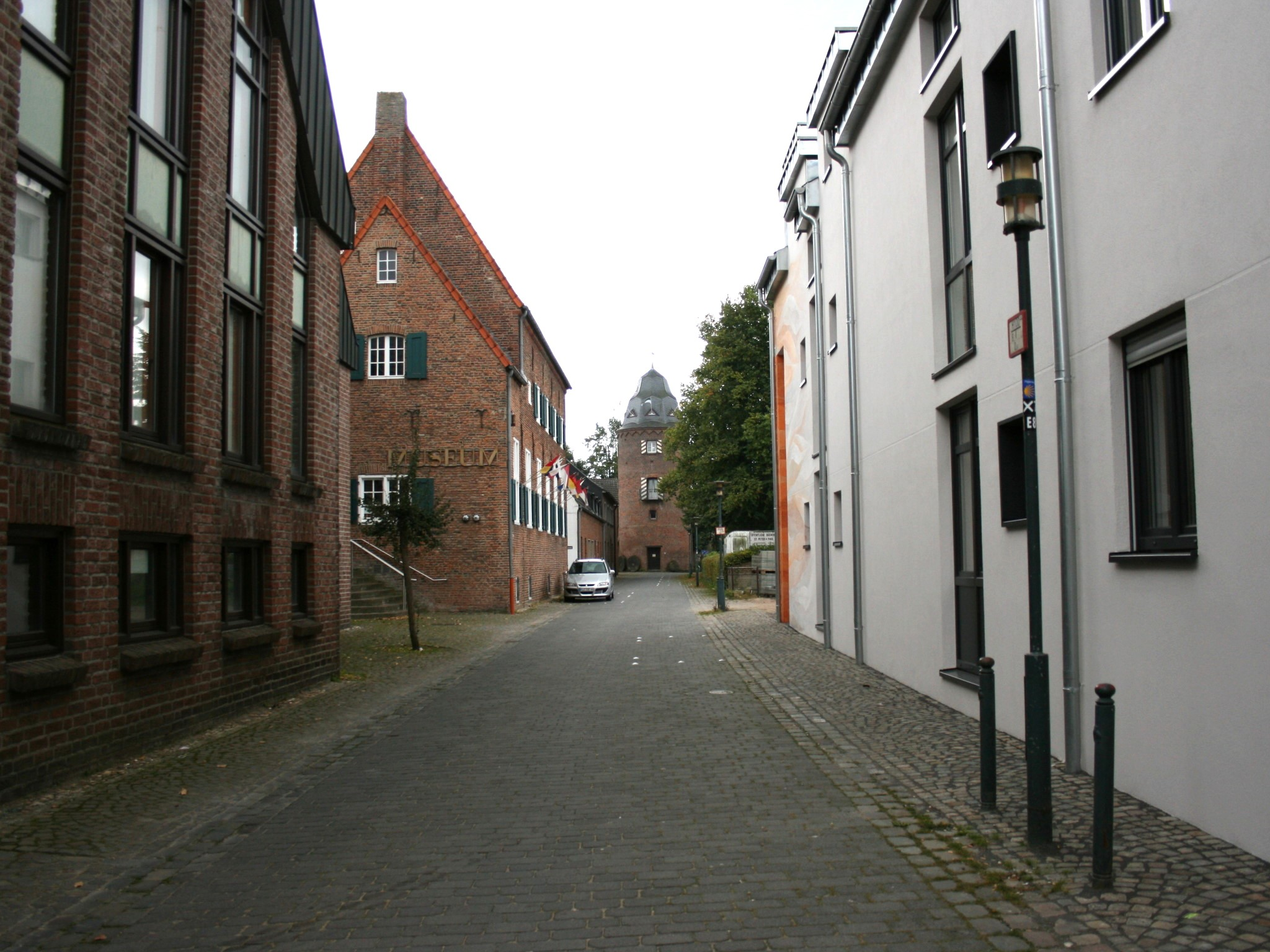
Mühlenstraße met blik op Mühlenturm

Museum Katharinenhof is een kunstmuseum in Kranenburg in de Duitse deelstaat Noordrijn-Westfalen. Het is sinds 1961 gevestigd in een voormalig zusterconvent in het historische centrum van deze stad.
Naast een vaste opstelling van oude kunst en een collectie moderne kunst zijn er wisselende exposities van hedendaagse kunst. Het museum, dat beheerd wordt door de heemkundige vereniging, organiseert ook cultuurhistorische thematentoonstellingen in de Mühlenturm en in de Stadtscheune.

## Museumcollectie
Het museum heeft sinds de oprichting een goede reputatie opgebouwd en is tot ver buiten de regio bekend, doordat er onder auspiciën van de heemkring met als prominent lid de Kranenburger kunstverzamelaar Hans van der Grinten met grote regelmaat bezienswaardige exposities van moderne en hedendaagse kunst plaatsvonden.
De gebroeders Hans en Franz Joseph van der Grinten hadden in de jaren 1950 in de stalruimtes van hun ouderlijke boerderij een serie spraakmakende tentoonstellingen georganiseerd. Zij waren sindsdien bevriend met Joseph Beuys en tal van andere Duitse, Nederlandse en Zwitserse kunstenaars, waardoor de museumcollectie met vele bijzondere werken verrijkt kon worden.
In de collectie opgenomen zijn werken van onder anderen Christiaan Paul Damsté, Martel Wiegand, René Acht, Johann Peter Heek en Joseph Beuys.

## Geschiedenis van het gebouw

### Zusterconvent
De Katharinenhof bood van 1446 tot 1802 onderdak aan een nonnenklooster. Het huis aan de Mühlenstrasse werd in 1445 door Henrik Housteen, de keukenmeester van de Hertog van Kleef, ter beschikking gesteld aan de nonnencongregatie van Kleef ten behoeve van oprichting van een zustervestiging. Deze werd in het daaropvolgende jaar met toestemming van de Hertog gevestigd. In 1472 namen de zusters de 'Regels van Augustinus' aan.

### Na 1802
Na de opheffing van het convent in 1802 werd het bouwwerk achtereenvolgens gebruikt als onderkomen voor een politiebureau en als schoolgebouw. Tijdens het Nazi-regime was er een kleuterschool gevestigd. Na de Tweede Wereldoorlog werd het door oorlog de slechts lichtbeschadigde gebouw meerdere jaren als noodkerk gebruikt.

### Renovatie en uitbreiding
In de jaren 1959/60 werd het gebouw helemaal gerenoveerd. In 1961 bracht de Verein für Heimatschutz er het museum in onder.
In 1995 werd de tentoonstellingsruimte van het museum uitgebreid met de bovenverdieping van het er naast gebouwde Burgerhaus Katharinenhof. In deze ruimtes was van ca. 1990 tot 1995 een kantoor van het Joseph Beuys Archiv des Landes Nordrhein-Westfalen gevestigd, dat daarna werd ondergebracht in Museum Slot Moyland. De wisseltentoonstellingen in deze aanbouw zijn meestal gedurende drie maanden te zien.